# Kościół San Zan Degolà
Kościół San Zan Degolà (nazwa w języku weneckim; wł. chiesa di San Giovanni Battista Decollato, pl. kościół Ścięcia św. Jana Chrzciciela) – rzymskokatolicki kościół w Wenecji w dzielnicy (sestiere) Santa Croce. Administracyjnie należy do Patriarchatu Wenecji. Jest kościołem filialnym parafii San Giacomo dall’Orio, wchodzącej w skład dekanatu San Polo - Santa Croce - Dorsoduro. 
Obecnie używany przez rosyjską wspólnotę prawosławną w Wenecji.
Jest jednym z nielicznych przykładów architektury bizantyńskiej w Wenecji i jedynym tak dobrze zachowanym.

## Historia
Początki kościoła są niepewne, a wiadomości na ten temat sprzeczne. Niektóre źródła datują jego założenie na VII-VIII wiek, kiedy istniało w tym miejscu drewniane oratorium. Pierwsza budowla pochodzi z 1007 roku i zawdzięcza swe powstanie rodzinie Venier. Nie jest możliwe dokładne określenie daty erygowania przy kościele parafii, prawdopodobnie miało to miejsce w XI wieku, kiedy w mieście zostały ustanowione granice administracyjne i kościelne, w tym granice parafii, którymi zarządzał proboszcz lub kolegium kapłanów (kapituła). Kościół aż do 1807 roku był zarządzany przez kapitułę, składającą się z kapłana tytularnego, diakona i subdiakona, którzy pierwotnie zarządzali majątkiem i dochodami ze świadczeń parafialnych. W 1118 roku kościół otrzymał wezwanie Ścięcia św. Jana Chrzciciela.
W 1213 roku został przebudowany dzięki wsparciu rodziny Pesaro. 29 sierpnia 1358 roku flota wenecka pokonała u wybrzeży Negroponte flotę genueńską. Ponieważ stało się to w dzień tańca Salome, który doprowadził do ścięcia św. Jana Chrzciciela, zwycięstwo to przypisano wstawiennictwu świętego, a doża złożył przysięgę, że co roku będzie w to święto nawiedzał kościół; przysięgi tej jednak dotrzymał tylko przez kilka lat. Uroczystości przeniesiono wkrótce do bazyliki św. Marka, bo kościół okazał się do tego celu za mały. 
W 1703 roku zbudowano obecną fasadę.
Na mocy dekretu napoleońskiego Królestwa Włoch z 5 czerwca 1805 roku (oraz kolejnych dekretów) zainicjowano w Wenecji proces kasat i przekształceń kościołów i klasztorów oraz zmian granic parafii. W 1807 roku parafia San Giovanni Battista Decollato została zniesiona, a kościół zamknięty. W 1818 roku po odrestaurowaniu został ponownie otwarty jako oratorium w parafii San Giacomo dell’Orio.
W 1945 roku podjęto szeroko zakrojone prace konserwatorskie, aby przywrócić kościołowi jego pierwotny wygląd. W trakcie tych prac ponownie przebito okrągłe okno w fasadzie i wyburzono stiukowy sufit, aby odsłonić drewniany strop w kształcie stępki statku oraz małe okna tuż pod nim. Podczas tych prac odkryto w lewej apsydzie freski w stylu bizantyńskim, należące do najstarszych w Wenecji. Później kościół był przez prawie 20 lat zamknięty. Po kolejnych pracach konserwatorskich (w wyniku których w prawej apsydzie został odsłonięty fresk przedstawiający św. Michała) został w 1994 roku ponownie otwarty. Obecnie jest wykorzystywany przez rosyjską wspólnotę prawosławną w Wenecji, czego znakiem jest ikonostas we wnętrzu.

## Architektura

### Fasada
Obecna fasada pochodzi z początku XVIII wieku. Jest ona podzielona na trzy części, odpowiadające nawie głównej i obu nawom bocznym. Części boczne, węższe od części środkowej, są z nią połączone dwiema prostymi wolutami. Część środkowa, flankowana dwiema lizenami, zwieńczona jest trójkątnym tympanonem, pod którym znajduje się niewielkie okno z rozetą.

### Kampanila
Wysoka na 20 metrów kampanila, z dzwonami uruchamianymi ręcznie, wciśnięta między kościół i sąsiedni dom, została zbudowana zamiast wyższej, wolno stojącej wieży z wysoką iglicą, wyburzonej na początku XVIII wieku. Jej pierwotny wygląd ukazuje rycina z 1635 roku.

## Wnętrze

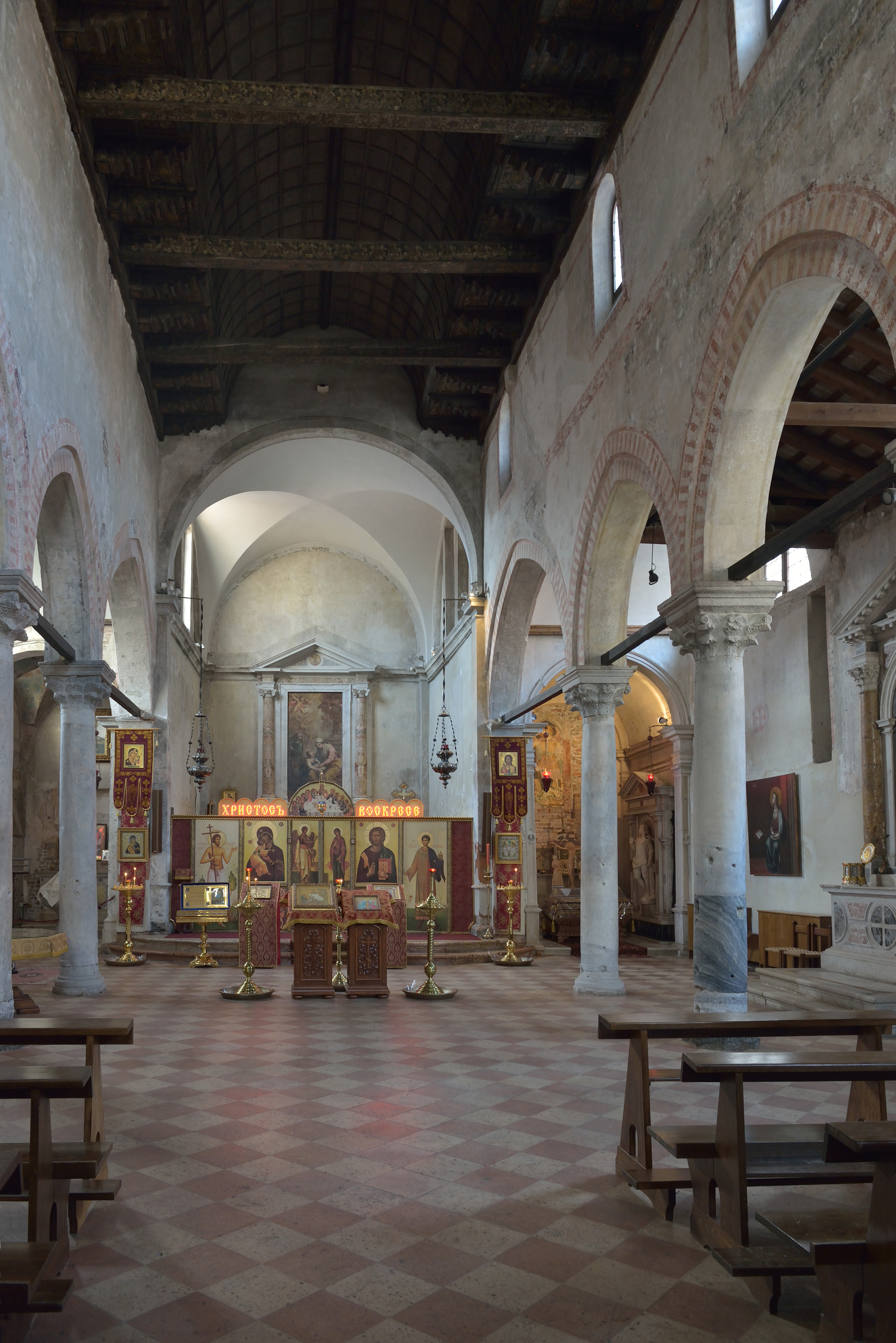
Wnętrze

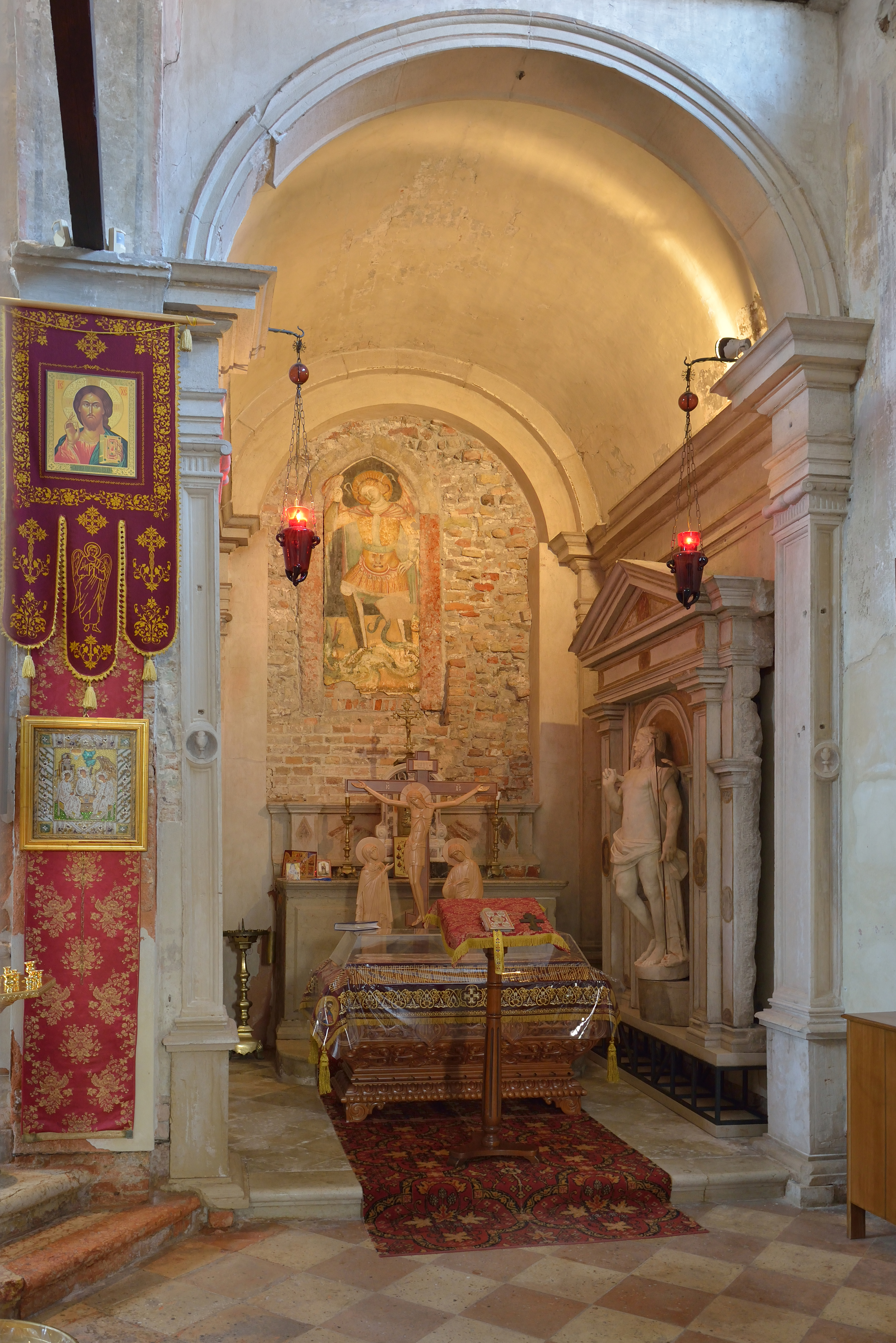
Kaplica boczna z freskiem bizantyńskim, przedstawiającym św. Michała

Kościół Ścięcia św. Jana Chrzciciela jest jedynym przykładem architektury wenecko-bizantyńskiej w Wenecji, zachowanym w stanie nienaruszonym. W ciągu wieków ulegał licznym przebudowom, zachowując wewnątrz plan bazyliki z XI wieku, z trzema nawami, oddzielonymi od siebie ośmioma kolumnami z greckiego marmuru z bizantyńskimi kapitelami, podtrzymującymi ostrołuki, które zastąpiły łuki pierwotne, połączone drewnianymi rozporami.
Przebudowano również prezbiterium, przekryte dawniej  sklepieniem krzyżowym. Jego marmurowa posadzka o geometrycznych wzorach, została podniesiona w stosunku do posadzki korpusu nawowego. Przebudowano też apsydę, zamykając ją płaską ścianą, na której umieszczono ołtarz główny. W ołtarzu prawej kaplicy apsydialnej, pochodzącym z XVI wieku stoi marmurowy posąg Zbawiciel, przypisywany Giuliowi Del Moro. Na prawej ścianie lewej kaplicy apsydialnej widnieją freski Św. Helena z podwójnym krzyżem oraz pod nim Głowy Świętych, będące pozostałościami postaci czterech świętych: Jana, Piotra, Tomasza i Marka. Ściany prezbiterium zdobią płótna szkoły Paola Veronese: Zwiastowanie Pańskie i Nawiedzenie Najświętszej Maryi Panny. Lepsze oświetlenie wnętrza uzyskano dzięki wykuciu dwóch okien w lunetach ścian bocznych. Nawę główną również doświetlają okna, przywrócone w trakcie renowacji.
Prezbiterium oddziela od korpusu nawowego transept.
Na ścianach widoczne są fragmenty XI-XIII-wiecznych fresków, odkrytych podczas renowacji. Freski, szczególnie te stare, są rzadkością w Wenecji, ponieważ wilgotna atmosfera miasta nie jest dla nich sprzyjająca.